# Eylais wilsoni
Eylais wilsoni är en kvalsterart som beskrevs av Soar 1917. Eylais wilsoni ingår i släktet Eylais och familjen Eylaidae. Inga underarter finns listade i Catalogue of Life.